# Ferme les yeux
Ferme les yeux è un film cortometraggio del 2012 scritto e diretto da Hélène de Saint-Père e interpretato da 
Mark Barbè, Flora Brunier,

## Trama
Dopo la nascita del loro primo figlio, una coppia cerca di ravvivare la loro intimità attraverso la propria immaginazione. Bruno conduce Marie in un viaggio notturno, popolato da strane figure e oggetti del desiderio. Ma non appena si stanno per rilassare e si sta finalmente venendo a creare l'atmosfera giusta, le grida del loro bambino li riporta alla realtà.

## Distribuzione

### Data di uscita
- Francia: 2 settembre 2011
- Portogallo: 2012 (Festival internazionale del cinema di Porto)